# Celluloïd (label)
Pour les articles homonymes, voir Celluloïd et Celluloïd (dessin animé).
Celluloïd (ou Celluloid Records) est un label franco-américain de musiques du monde, électronique et no wave. Il fut actif de 1976 jusqu'à la fin des années 1990. Bill Laswell en fut le membre le plus actif et influent en tant que bassiste et producteur.

## Histoire
Le fondateur du label est Jean Karakos : il gérait auparavant une chaîne de magasins de disques en France (sous le nom de Jean Georgakarakos) avec son partenaire Jean-Luc Young. En 1967, le duo avait créé le label jazz BYG-Actuel, qui périclita dans le milieu des années 1970. Jean Karakos a aussi été producteur (Monkie-Pockie Boo de Sonny Sharrock), et a managé des groupes comme Gong et Magma.
Celluloïd débuta par la production d'artistes de la no wave américaine et de rock français d'avant-garde comme Métal Urbain (qui étaient signés chez Rough Trade au Royaume-Uni), Mathématiques Modernes, James Chance et Alan Vega. Le label avait aussi sous licence des enregistrements d'autres artistes et d'autres labels, sortant ainsi des disques de Soft Cell, The Names, Cabaret Voltaire et Tuxedomoon parmi d'autres, groupes considérés comme l'avant-garde musicale de cette époque.
Au milieu des années 1980, Celluloïd collabora avec ZE Records ; des artistes dont Was (Not Was), Suicide et Lydia Lunch sortirent des disques sur chacun des deux labels, parfois simultanément, et finalement le premier album solo d'Alan Vega fur édité avec les logos des deux labels sur la pochette.
Cependant, en 1982, leur catalogue s'étendit pour inclure les premiers artistes hip-hop tels que B-Side, Fab 5 Freddy, Grand Mixer D.St., Phase II, Futura 2000 et Tribe 2. Dans le cadre de la tournée en France du New York City Rap que le label coorganise avec le magazine Actuel, une série de disques vinyles est éditée marquant les premières sorties de rap. Le pionnier hip-hop Afrika Bambaataa sort aussi des disques avec les groupes Time Zone et Shango. La plupart des instrumentaux de hip-hop étaient produits par le groupe Material qui avait déjà enregistré nombre de titres pour Celluloïd et dont le leader Bill Laswell joua un rôle prépondérant dans le succès que connut le label les cinq années suivantes.

## Artistes du label
Par ordre alphabétique :
- AsOne
- Pierre Akendengué
- Jérôme Braque
- Can am des puig
- James Chance
- Lucky Dube
- Ghetto Blaster
- Gilberto Gil
- Goo Goo Dolls
- Ismaël Isaac
- Brahim Izri
- Jacno
- Mory Kanté
- Salif Keïta
- Touré Kunda
- Fela Anikulapo Kuti
- Lydia Lunch
- Ray Lema
- Malicorne
- Mathématiques Modernes
- Métal Urbain
- Mahlathini
- Youssou N'Dour
- Jean Néplin
- Papa Wemba
- PragVEC
- The Residents
- Shango
- Soft Cell
- Stinky Toys
- Suicide
- The Last Poets
- Time Zone
- Tuxedomoon
- Alan Vega
- Francky Vincent
- Was (Not Was)
- Xalam